# Garínoain
Garínoain település Spanyolországban, Navarra autonóm közösségben. Garínoain Orísoain, Olóriz, Barásoain, Artajona és Pueyo községekkel határos. Lakosainak száma 526 fő (2024).

## Népesség
A település népessége az elmúlt években az alábbi módon változott:
| Lakosok száma | 374  | 443  | 480  | 511  | 518  | 495  | 479  | 499  | 503  | 526  |
|               | 2001 | 2004 | 2006 | 2009 | 2011 | 2014 | 2016 | 2019 | 2021 | 2024 |